# Euxoa oberfoelli
Euxoa oberfoelli là một loài bướm đêm trong họ Noctuidae.